# Erich Wallin
Erich Wallin, död 1773 på Nilsvallen i Svegs socken, Jämtlands län, var en svensk allmogemålare och kyrkomålare.

## Biografi
Erich Wallin var far till kyrkomålaren Nils Wallin. Om Wallins ursprung och utbildning finns inga kända uppgifter, men de efterlämnade arbeten han har utfört tyder på att han var skolad av någon norsk målare. Detta antagande bygger på att han i Kvikne kyrka har utfört dekorationsmålningar med apostlabilder som återfinns i ett par Trøndelagskyrkor. För Tännäs kyrka utförde han 1769 en altartavla och han utförde dekorationsmålningar i Vemdalens kyrka, Älvros kyrka och Svegs kyrka. Han utförde även profana takmålningar i Härjedalen samt skåp och andra möbler.  Wallin avled 1773 i Svegs socken, Jämtlands län.